# Mickey et les Embouteillages
Pour plus de détails, voir Fiche technique et Distribution.
Mickey et les Embouteillages (Traffic Troubles) est un dessin animé de Mickey Mouse produit par Walt Disney pour Columbia Pictures et sorti le 7 mars 1931.

## Synopsis
Mickey est chauffeur de taxi. Il embarque Percy Pig qu'il perd en route, puis Minnie qu'il doit conduire à sa leçon de musique.

## Fiche technique
- Titre original : Traffic Troubles
- Autres titres[1] :
  - France : Mickey et les Embouteillages ou Mickey chauffeur
  - Argentine : Problemas de tráfico
  - Suède : Musse Piggs födelsedag
- Série : Mickey Mouse
- Réalisateur : Burt Gillett
- Animateur : David Hand
- Voix : Walt Disney (Mickey), Marcellite Garner (Minnie)
- Producteur : Walt Disney, John Sutherland
- Distributeur : Columbia Pictures
- Date de sortie : 7 mars 1931[2]
- Format d'image : Noir et blanc
- Son : Cinephone
- Durée : 7 min
- Langue : (en)
- Pays :  États-Unis

## Commentaires
Mickey y croise Pat Hibulaire en agent de police.